# Zimmertheater

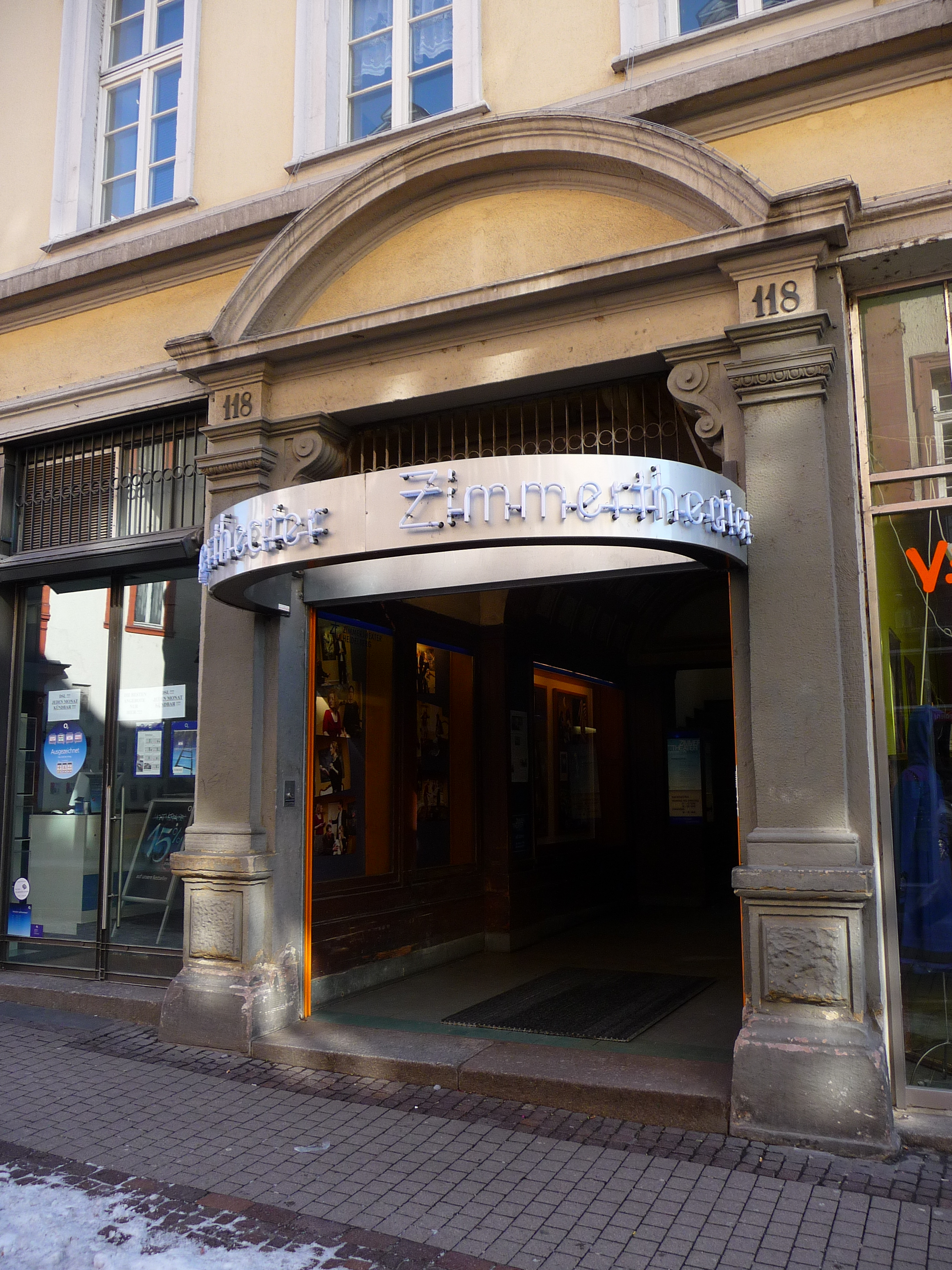
Zimmertheater Heidelberg

Ein Zimmertheater ist ein Theaterbetrieb, der in einem ehemaligen Ladenlokal oder in einem anderen extra für einen Theaterbetrieb eingerichteten Raum stattfindet.
Noch kleiner als die Experimentier- und Probebühnen der Stadttheater, die sich zumeist „Studiobühne“ nennen, sind die von freiberuflichen Schauspielern oder engagierten Amateuren gegründeten Zimmertheater. Ihre Besonderheit besteht darin, dass sie keine „Guckkasten“-Charakteristik haben, die zahlenden Zuschauer sitzen hautnah am Rande des Geschehens. Das bringt es gelegentlich mit sich, dass sie direkt angesprochen und ins Spiel einbezogen werden können. Die Kunst des Schauspielers besteht so unter anderem darin, „immer genau zu wissen, wie weit er zu weit gehen darf“ (Marcel Pagnol). Die häufig experimentierfreudigen Zimmertheater wagen sich auch an Stücke, die in größeren Bühnen nicht gespielt werden.
Zu den bekanntesten Spielstätten dieser Art gehörte das von Helmuth Gmelin 1948 gegründete und bis 1999 von seiner Tochter Gerda Gmelin weiter geführte Theater im Zimmer in Hamburg. Schon 1947 hatte Günther Huster die Bühne „das experiment“ in Bremen gegründet. Das Zimmertheater Tübingen – neben dem berühmten Hölderlinturm gelegen – stand zeitweise unter der Leitung von George Tabori, das Theater das Zimmer in Hamburg wurde 2022 mit dem renommierten Barbara Kisseler Theaterpreis ausgezeichnet. Manchmal werden auch Kellergewölbe zu Theatern umgewidmet; das ergibt dann die geringfügig nächstgrößere Variante Kellertheater, zum Beispiel das Garn-Theater in Berlin-Kreuzberg, das als Zimmertheater in einem Ex-Ladenlokal angefangen hat.